# (200091) 1994 AD8
(200091) 1994 AD8 es un asteroide perteneciente al cinturón de asteroides, descubierto el 8 de enero de 1994 por el equipo del Spacewatch desde el Observatorio Nacional de Kitt Peak, Arizona, Estados Unidos.

## Designación y nombre
Designado provisionalmente como 1994 AD8.

## Características orbitales
1994 AD8 está situado a una distancia media del Sol de 2,441 ua, pudiendo alejarse hasta 2,574 ua y acercarse hasta 2,308 ua. Su excentricidad es 0,054 y la inclinación orbital 7,527 grados. Emplea 1393,24 días en completar una órbita alrededor del Sol.

## Características físicas
La magnitud absoluta de 1994 AD8 es 16,2.